# Corymorphidae
Famille
Synonymes
- famille Amalthaeidae Haeckel, 1879[2]
- famille Branchiocerianthidae Broch, 1916[2]
- famille Euphysidae Haeckel, 1879[2]
- famille Monocaulidae Allman, 1872[2]
- infra-ordre Hypolytidae Fraser, 1943[2]
- infra-ordre Paragoteidae Ralph, 1959[2]
- sous-famille Steenstrupiini Cockerell, 1911[2]
- sous-famille Trichorhizini Cockerell, 1911.[2]

Les Corymorphidae sont une famille d'Hydrozoaires, animaux de l'embranchement des cnidaires (les cnidaires sont des animaux relativement simples, spécifiques du milieu aquatique ; on y retrouve, entre autres, les coraux, les anémones de mer et les méduses).

## Description et caractéristiques
Ce sont des hydraires solitaires avec un long hydrocaulus creux. 

## Liste des genres
Selon World Register of Marine Species (17 décembre 2018) :
- genre Branchiocerianthus Mark, 1898
- genre Corymorpha M. Sars, 1835
- genre Euphysa Forbes, 1848
- genre Euphysilla Kramp, 1955
- genre Gymnogonos Bonnevie, 1898
- genre Hataia Hirai & Yamada, 1965
- genre Octovannuccia Xu, Huang & Lin, 2010
- genre Paraeuphysilla Xu, Huang & Go, 2011
- genre Paragotoea Kramp, 1942
- genre Pinushydra Bouillon & Grohmann, 1990
- genre Siphonohydra Salvini-Plawen, 1966

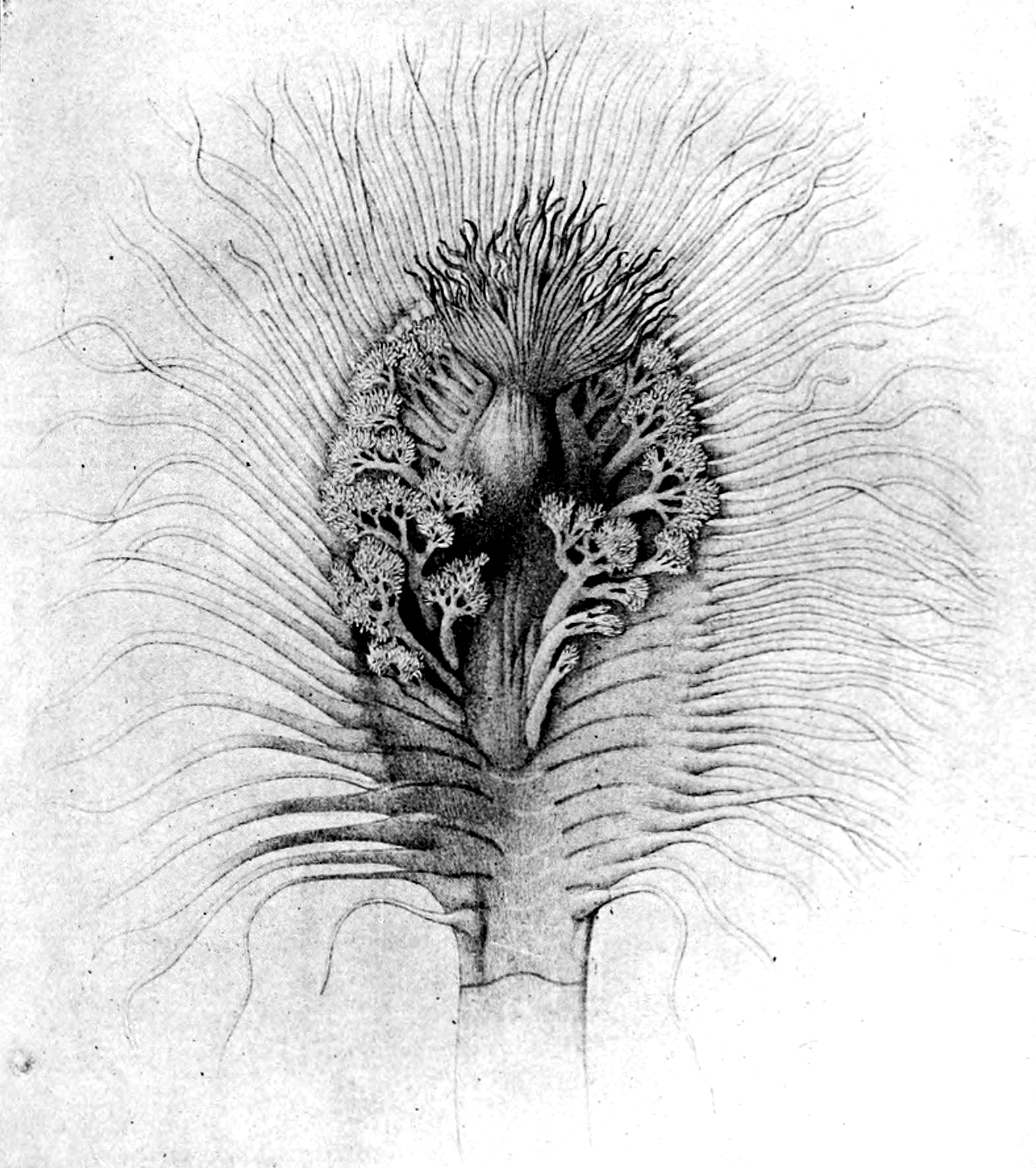
Branchiocerianthus urceolus
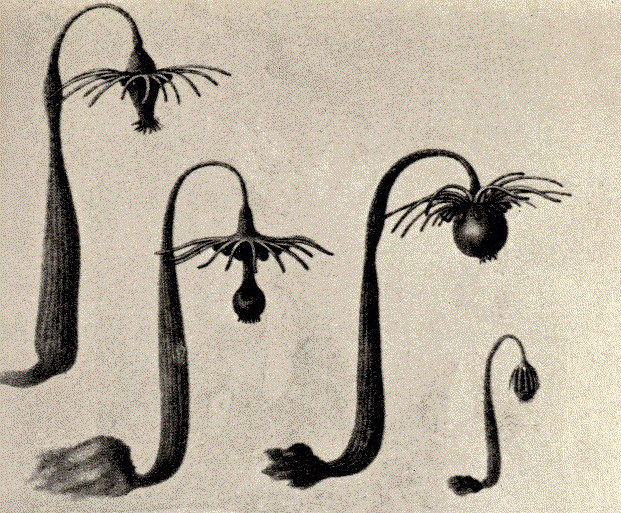
Corymorpha pendula, stade polype
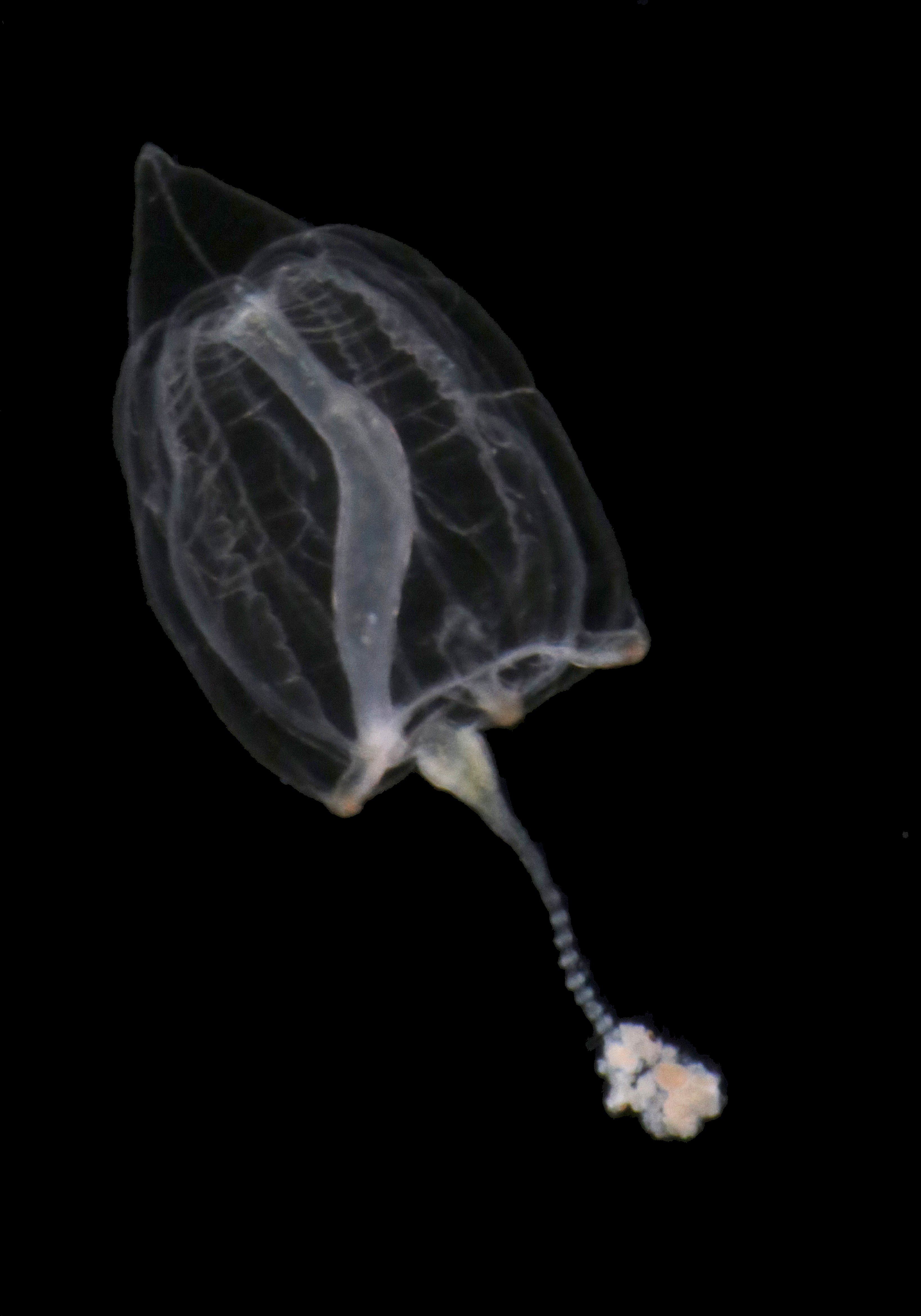
Corymorpha nutans, stade méduse
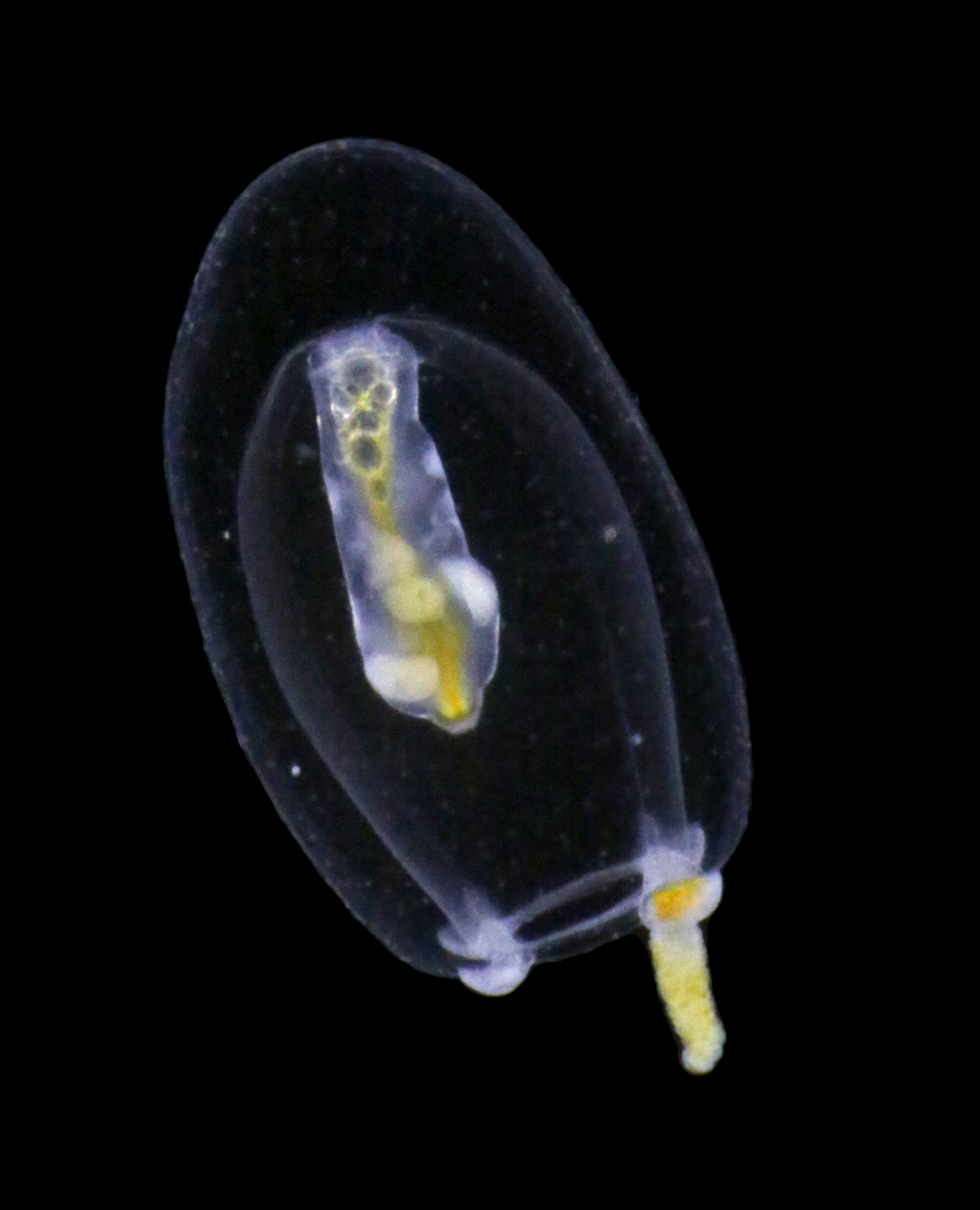
Euphysa aurata, stade méduse